# David Antón Guijarro
David Antón Guijarro, noto anche come David Anton (Murcia, 23 giugno 1995), è uno scacchista spagnolo.
È cresciuto a Madrid, dove vive tuttora. Ha studiato matematica all'Università Complutense di Madrid. 
Ha ottenuto il titolo FIDE di Grande Maestro nel 2013, all'età di 18 anni.
Ha ottenuto il proprio record Elo nella lista FIDE di marzo 2020 con 2703 punti, secondo nel suo paese e 41º al mondo.

## Principali risultati
- 2012 – medaglia di bronzo al campionato europeo under-16 di Praga;
- 2013 – medaglia d'argento al campionato del mondo dei giovani under-18 di al-'Ayn[2]; secondo nel campionato spagnolo di Linares;
- 2014 – secondo nel campionato europeo individuale dietro ad Alexander Motylev; pari secondo nel campionato europeo blitz di Sabiote, davanti al connazionale Francisco Vallejo Pons;
- 2015 – partecipa alla Coppa del mondo di scacchi di Baku, ma viene eliminato nel primo turno da Liviu Dieter Nisipeanu;
- 2016 – in ottobre vince l'open di Barcellona, per spareggio tecnico su Jan-Krzysztof Duda;
- 2017 – in febbraio è =1º-3º nel Tradewise Gibraltar Chess Festival (secondo dopo il play-off contro Hikaru Nakamura).[3]
- 2020 – in gennaio vince la sezione "Challengers" del torneo Tata Steel con 8,5/13 e una performance di 2705 punti Elo.[4]
- 2020 – in febbraio è =1°-5° nel Festival internazionale di Praga con 5 su 9 (4° per spareggio tecnico; vinse Alireza Firouzja dopo aver vinto 2–0 il play-off contro Vidit Gujrathi). In settembre vince per la prima volta il Campionato spagnolo.[5]
- 2021 - in ottobre vince il Campionato spagnolo a squadre in 1ª scacchiera per la DuoBeniaján Costa Calida.[6]
- 2024 - in aprile vince la Bundesliga con la squadra SC Viernheim.